# Schronisko przy Jeleniej Perci
Schronisko przy Jeleniej Perci – jaskinia, a właściwie schronisko, w Dolinie Kościeliskiej w Tatrach Zachodnich. Ma dwa otwory wejściowe położone w górnej części Żlebu z Bramkami stanowiącym boczne odgałęzienie żlebu Głębowiec w zboczu Kominiarskiego Wierchu, na wysokości 1450 metrów n.p.m. Długość jaskini wynosi 9 metrów, a jej deniwelacja 2,5 metrów.

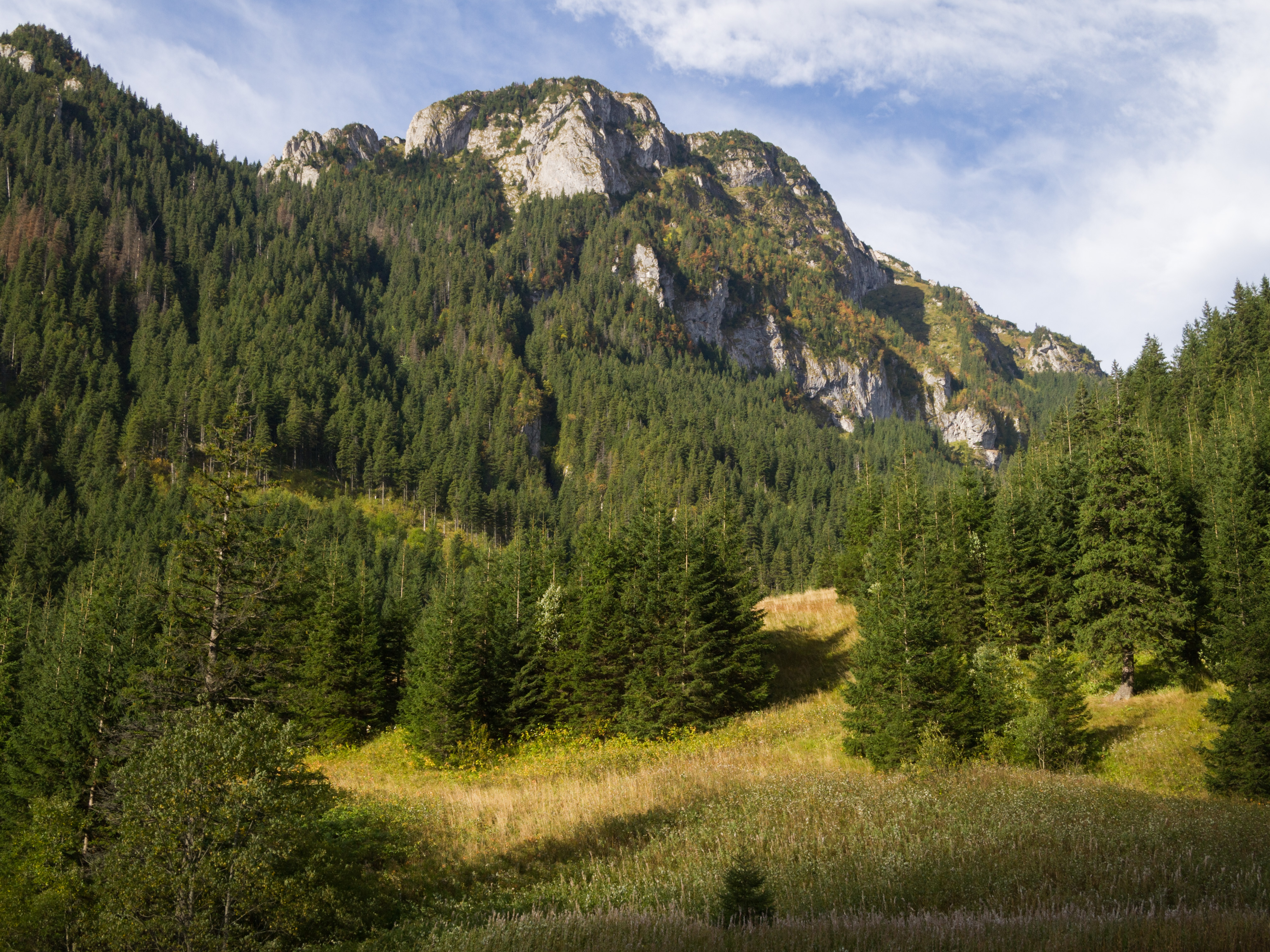
Raptawicki Wierch. Na lewo od niego żleb Głębowiec

## Opis jaskini
Jaskinia zaczyna się obszerną niszą o opadającym dnie, do której prowadzą dwa otwory wejściowe – bardzo duży (główny) i niewielki położony obok. Z niszy odchodzi kilkumetrowy, idący do góry, szczelinowy korytarz.

## Przyroda
W jaskini brak jest nacieków. Ściany są wilgotne, rosną na nich glony i porosty.

## Historia odkryć
Pierwszą wzmiankę o jaskini opublikował W.W. Wiśniewski w 1988 roku. Jej pierwszy plan i opis sporządziła I. Luty przy pomocy W. Sygowskiej w 2003 roku.